# Lodewijk III van Chiny
Lodewijk III van Chiny (overleden te Belgrado op 12 augustus 1189) was van 1162 tot aan zijn dood graaf van Chiny. Hij behoorde tot het karolingische huis der Herbertijnen.

## Levensloop
Lodewijk III was de oudste zoon van graaf Albert I van Chiny uit diens huwelijk met Agnes, dochter van graaf Reinoud I van Bar
Na de dood van zijn vader in 1162 werd hij graaf van Chiny. Lodewijk III zette de steun van zijn familie aan de Abdij van Orval verder. In 1189 nam hij aan de zijde van keizer Frederik I Barbarossa deel aan de Derde Kruistocht. Op weg naar Palestina stierf Lodewijk III, meer bepaald in Belgrado.
Hij was gehuwd met Sophia (overleden in 1207), wier afkomst onduidelijk is gebleven. Ze kregen minstens twee kinderen:
- Lodewijk IV (1173-1226), volgde zijn vader op als graaf van Chiny
- Gertrude, huwde met heer Diederik II van Walcourt, tevens graaf van Montaigu